# Бай Ганьо (филм)
„Бай Ганьо“ е български късометражен игрален филм (комедия) от 1922 година, по сценарий и режисура на Васил Гендов. Оператор е Йосиф Райфлер.
Създаден е по сюжети от поредицата сатирични фейлетони за Бай Ганьо на Алеко Константинов.

## Актьорски състав
- Стоян Попов (Чичо Стоян) – Бай Ганьо
- Иван Касабов – Фильо Гочоолу
- Йордан Караферманов – Танас Дочоолу
- Петър Шишков – Данко Хаирсъзина
- Стойко Христов – Йовчо Гладника
- Жана Сладкарова-Яковлева – Фифи
- Рачо Рачев – Журналистът
- Димитър Стайков – Стойчо
- Васил Катеров – Келнерът